# Novokrivoixéino
Novokrivoixéino (en rus: Новокривошеино) és un poble de l'óblast de Tomsk, a Rússia, que el 2021 tenia 501 habitants.